# Cireșu, Mehedinți
Cireșu là một xã thuộc hạt Mehedinți, România. Dân số thời điểm năm 2002 là 833 người.